# 551 a.C.
Séculos: (Século VII a.C. - Século VI a.C. - Século V a.C.)
561 a.C. - 560 a.C. - 559 a.C. - 558 a.C. - 557 a.C. - 556 a.C. - 555 a.C. - 554 a.C. - 553 a.C. - 552 a.C.- 551 a.C. - 550 a.C. - 549 a.C. - 548 a.C. - 547 a.C. - 546 a.C. - 545 a.C.

## Nascimentos
- Confúcio, filósofo da China (morreu em 479 a.C.).